# 欧米系島民

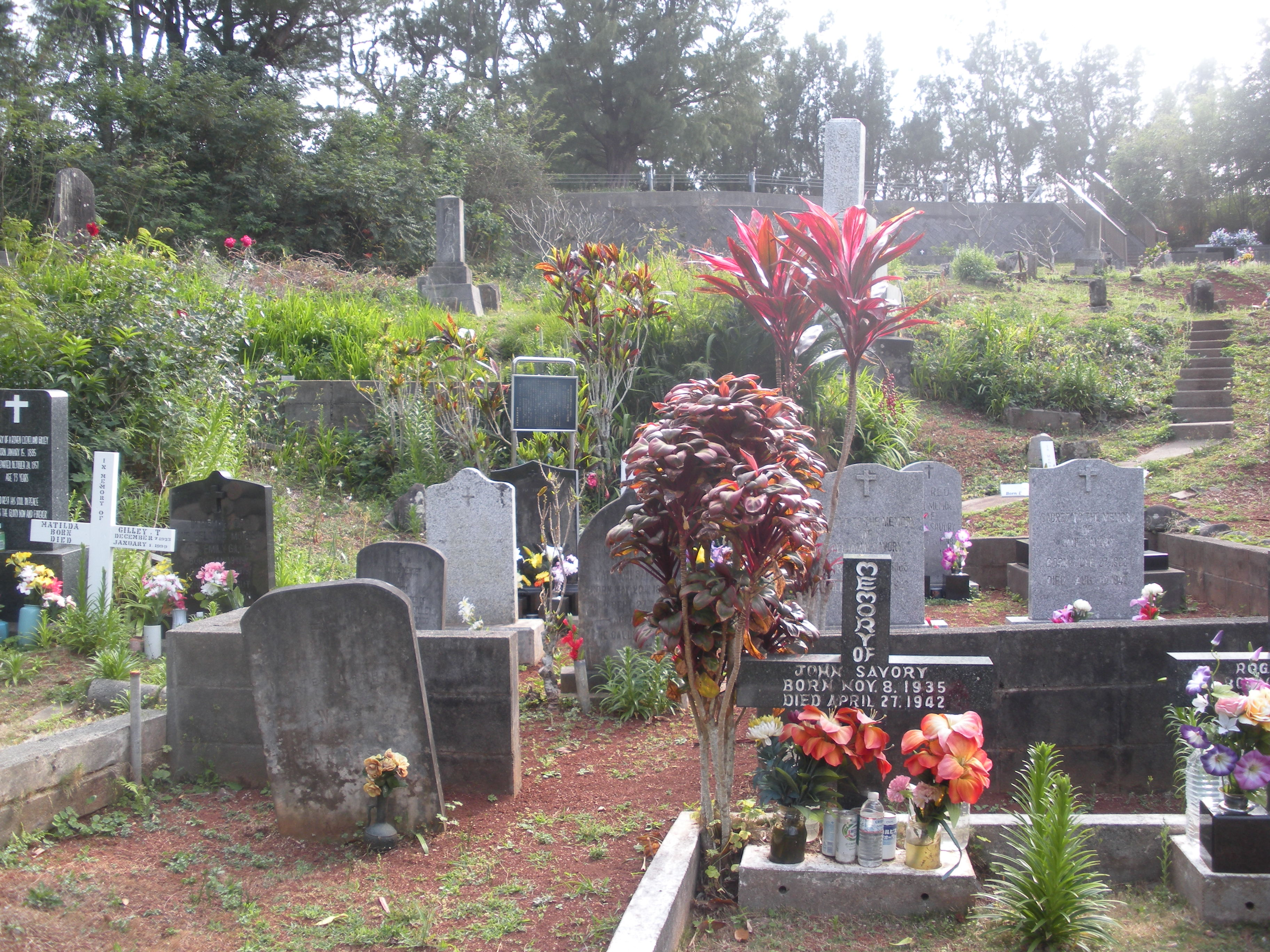
父島の大根山墓地。欧米系島民の墓所

欧米系島民（おうべいけいとうみん）は、日本における小笠原諸島において、1876年の明治政府による領有宣言以前に外国より入植し、日本の統治下に置かれたあとも住み続けていた島民とその子孫を指す言葉。

## 語彙の由来
「欧米系島民」という語彙は、戦後に小笠原諸島を統治したアメリカの公文書に記されている「Caucasian Descendants of Original American and European Settlers（アメリカ人及びヨーロッパ人の移住者を祖先とする白人の子孫）」「Families of American-European Origin（アメリカ人及びヨーロッパ人を祖先とする家族）」を日本語に翻訳したものが起源とされている。ただし小笠原への入植者や移住者はハワイ人やポリネシア人が含まれており、欧米系白人のみを意味しない。
戦前は「帰化人」や「在来島民」という表現が使われていた。なお、明治以降に移住した日本の内地人は現地では「移住民」と呼ばれていた。

## 入植の歴史

### 外国人島民の変遷
19世紀初頭にフランス人ジャン＝ピエール・アベル＝レミュザが、林子平の『三国通覧図説』を引用してボニン・アイランズ (無人嶋, Bonin Islands) をヨーロッパへ紹介してから、外国の船が小笠原諸島へと寄港するようになる。それに伴い来島者が残した航海日誌や探検報告書にボニン・アイランズが現れ、その記述中に小笠原諸島に自ら住みついた白人やカナカ人（太平洋諸島の先住民）住人の記述が出現するようになる。
1827年5月、行方不明船を探索していた艦長フレデリック・ウィリアム・ビーチー（Frederick William Beechey）率いるイギリス海軍のブロッサム号（HMS Blossom）が、琉球から東へ進路を取りボニン・アイランズをめざした。一行は6月8日に島々を発見。翌9日（または11日）に現在の父島二見港のある湾から島へ上陸してみると、前年行方不明となったイギリスの捕鯨船ウィリアム号の乗組員2人と遭遇した。彼らは湾内に停泊中に突風で難破し、その後寄港した捕鯨船ティモール号に仲間は救出されたが、2人は自らの意志で島に留まり暮らすことにした。ビーチーは島の領有宣言を記した銅板を木に打ち付けた後出航する。翌1828年5月、ロシアの調査船セニャーヴィン（Сенявин）号が二見港に着くと、前年から留まっていたウィリアム号の2人（水夫長ウィットリエンと水夫ピーターセン）と遭遇。彼ら2人は同船で島を後にした。

### 移民団の父島入植
ビーチーの報告を受け、在ホノルルのイギリス領事リチャード・チャールトンの下、ボニン・アイランズへの入植計画が進められる。
1830年、イタリアのラグーサ（現：クロアチア・ドゥブロヴニク）出身のイギリス人と称するマテオ・マザロを団長とするイギリス人2名、アメリカ人2名、デンマーク人1名の5名と、太平洋諸島出身の男女25名（15人とも）がホノルルを出発し、6月26日に父島に到着して扇浦に入植した。マテオ・マザロからの報告を受け、サンドイッチ諸島イギリス領事代理は、入植地に原住民がいなかったことを同年報告書に記している。
移民団は当初、扇浦に集住していたが、のちに大村や奥村に分かれて住むようになった。入植後も各国の捕鯨船が頻繁に寄港しており、移民団は島で栽培したトウモロコシやタマネギなどの野菜類や、アヒルやブタなどの家畜をそれらの船に売り、物資や手紙のやりとりをした。
1840年、陸奥国気仙郡小友浦（現：岩手県陸前高田市小友町）の中吉丸が鹿島灘で遭難し、父島に漂着した。船頭の三之丞以下中吉丸漂流民6名は、入植者たちの助けを借りつつ船を修理し、2箇月後に父島を出帆して下総国銚子湊（現：千葉県銚子市）に帰還した。中吉丸漂流民たちは幕府に対し、当時の島民たちの暮らしや言語について報告している。
その後、英米人入植者のあいだで対立が起き、1839年頃には、マザロがアメリカ人ナサニエル・セボリーの暗殺計画を企てるまでに関係は悪化した。しかしマザロには人望がなく、1842年にハワイへ去り、もう1人のイギリス人リチャード・ミリチャンプもグアムへ去ると、セボリーが事実上の首長的地位についた。
1849年8月、父島は海賊の襲撃を受けた。女性数人が拉致された上、家畜や食糧、医薬品など2000ドル相当の物品が掠奪された。
1851年4月イギリス軍艦エンタープライズ号が父島寄港した。艦長の航海記によると、セボリーらの生存を確認し、入植後20数名の子どもが生まれ半数は死に、また成長後島を出て行った者もいると記されている。また島内の（現ハワイの）オアフ島出身者の土地に捕鯨船から脱出した船員たちが身を隠していた様子や、船が寄港した際病気のため下船しそのまま島に住み着いたものの存在も明らかにしている。
1853年6月、マシュー・ペリーが父島に寄港した際、調査隊が同行していた。2班の調査隊のうち最初のグループがロイド港（二見港）から上陸すると、カナカ人が島の数カ所に点住していた。山稜を越えて島の南に降りていくと、マルケサス諸島のヌクヒバ島出身者の居住者と遭遇し、さらに進むとオタハイト島出身の黄褐色肌の住人がおり、彼は英語を少し話した。別の調査班は航海日誌で、島で最年長のセボリーやカナカ人らがおり、39人の島民が住んでいると記している。
これらから小笠原諸島には欧米系白人のみが住み着いていたわけではなく、当時カナカ人と呼ばれたハワイ出身者や南太平洋ポリネシアからの住人も多く住んでいたことが窺える。

### 日本の開拓通告と八丈島島民の入植

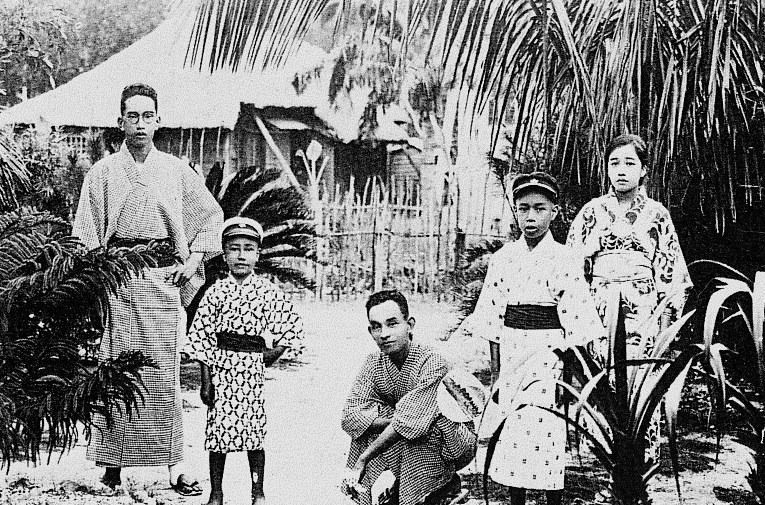
20世紀初頭の欧米系島民

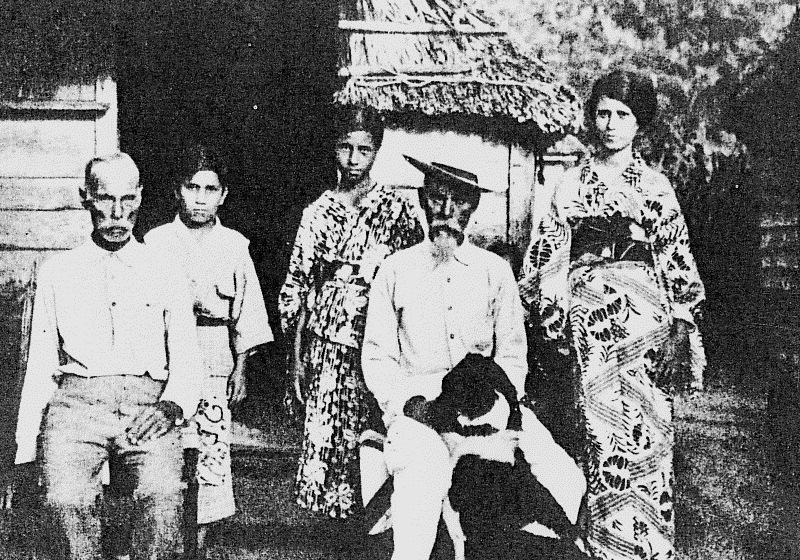
20世紀前半の欧米系島民

1861年12月17日（文久元年11月16日）、幕府は列国公使に小笠原の開拓を通告した。1862年1月（文久元年12月）、外国奉行水野忠徳の一行が咸臨丸で小笠原に派遣された。
水野は小笠原に赴く前に、駐日イギリス公使やアメリカ合衆国公使に接触をしている。イギリス公使オールコックは、ロシア軍艦対馬占領事件でロシアの日本への影響を阻止しその後のロシアの動向を窺い、東禅寺事件では幕府と問題を抱えていたため、通告に対して日本との貿易の伸長のみを主張し、小笠原領土に対する野心がない態度をとる。一方アメリカは公使館員A. L. C. ポートマンの名でナサニエル・セボリー宛に、水野が来島する旨をセボリーに伝える1861年12月21日付の書簡を、水野一行に託している。アメリカ公使ハリスは開拓通告に対しては、2日後幕府へ回答書で「本国政府へ報告し回答を待つ。ただし、小笠原島在住アメリカ人の既得権の保護を要請する」と記している。
日本の記録では文久元年12月19日（記録が正しければ1862年1月18日）咸臨丸は二見湾に投錨し、セボリーにポートマンの書簡が手渡される。翌日、一行とセボリーらは会談を行っている。過去のイギリス人ビーチーの占領宣言が話題に上がったりしたが、セボリーも島での生活や将来を憂いていたため、通達を受け入れた。その後日本人らが島内の木々の伐採や野獣の所在を決め、セボリーらも自らの生活に必要な分は自由に採るなどルールを決めている。一行は続いて母島にも向い、同様の通達を行っている。
その後八丈島からも入植者が送りこまれ、開拓が始まる。なお生麦事件がこじれイギリスとの一戦が懸念されると、1863年（文久3年）日本人全員に避難命令が出された。

### 明治時代

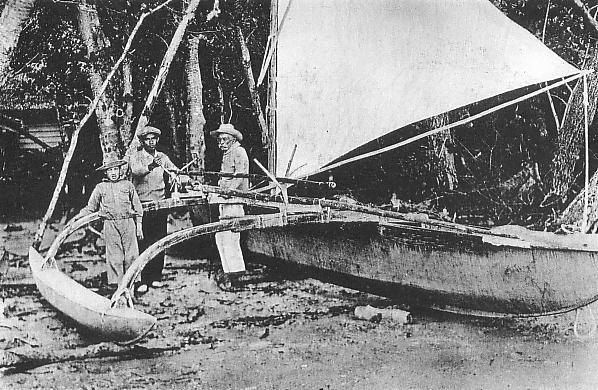
1930年頃の欧米系島民

1875年12月21日（明治8年）明治丸が父島へ向かった。その時セボリーの息子ホーレス・セボリーやフランス人ルイ・ルサールを含む13戸68人（男性36人、女性32人）および日本人女性2名が父島で確認されている。翌1876年（明治9年）小笠原島を内務省所轄とし、日本の統治を各国に通告した。1882年（明治15年）に居住していた20戸72人全員が、帰化し日本人となる。

### 戦後
第二次世界大戦中の1944年（昭和19年）7月、戦火が間近に迫っていることから小笠原諸島の全住民は、欧米系島民も含め本土へ疎開した。
戦後、1946年（昭和21年）に欧米系島民のみが帰島を許されたが、サンフランシスコ講和条約によって小笠原諸島は日本の施政権から切り離された。アメリカ統治時代は英語が公用語とされ、義務教育課程校のラドフォード提督初等学校 (Admiral Radford Elementary School) で英語による教育を受けた。アーサー・W・ラドフォード海軍大将は当時のアメリカ太平洋艦隊司令長官兼太平洋軍最高司令官で、1951年に初めて父島を訪れ、父島を核戦争時における核兵器補給基地として整備した。1952年3月1日から米海軍による父島の行政が始まったが、欧米系島民は米国市民権を求め、併せて父島の日本返還に反対する請願を行った。
1968年（昭和43年）の日本への返還後は、戦前からの移住民に加え、新たに本土から移住してくる新島民とともに共存している。アメリカ統治下で英語教育を受けた世代は、アメリカ本国に移住した者もいるという。

## 文化
- 日本に帰化した後も、キリスト教を信仰するなど自らの文化を維持し続けている者もいる。
- 欧米系島民の姓として代表的なものは、セボレー→瀬堀・奥村（アメリカ系）、ワシントン→大平・木村・池田・松澤（アメリカ系）、ウェッブ→上部（アメリカ系）、ゴンザレス→岸・小笠原（ポルトガル系）、ゲレー→南・野澤（ポルトガル系イギリス人）などが挙げられる。

## 言語
言語については、言語学でいうところの言語接触を起こし、英語の中に日本語の語彙、または日本語の中に英語の語彙が混じる一種のピジン言語・クレオール言語化した「小笠原方言」を用いていた。

## 出自
欧米系島民と呼ばれるものの、その出自は出版された航海日誌などで確認できるものとしては、アメリカ合衆国、ハワイ、イギリス、ドイツ、ポルトガル、デンマーク、フランス、タヒチ、マルキーズ諸島、マリアナ諸島、ポンペイ島など多種多様である。